# Denis Flahaut
Denis Flahaut (født 28. november 1978) er en fransk tidligere professionel cykelrytter.